# Villa San Martino (Arcore)
Villa San Martino è una residenza signorile, realizzata dai Conti Giulini e passata alla famiglia marchionale Casati Stampa nel XIX secolo; si trova nel comune di Arcore, nella provincia di Monza e Brianza, in viale San Martino. 
Dal dicembre 1974 è di proprietà della famiglia Berlusconi.

## Storia
Con Villa Borromeo d'Adda, sede comunale, e Villa La Cazzola, residenza privata, fa parte del gruppo delle ville di delizia; originariamente esse erano nate come residenze padronali, da dove venivano gestite grandi aziende agricole, o come semplici casini di caccia. Un tempo monastero benedettino, a metà del '700 fu acquisito con le sue terre dai conti Giulini, che lo ristrutturarono in forme neoclassiche.
L'edificio fu disposto o forse mantenuto dal conte Giorgio Giulini nella tipica struttura a U aperta verso il paese. Durante queste opere di trasformazione il grande viale d'accesso fu impostato lungo un asse prospettico che, partendo dalla piazza antistante villa Borromeo, si spinge verso Ovest oltrepassando a cannocchiale l'edificio, nella sequenza: corte d'onore, arco centrale del portico e apertura corrispondente nel salone; quindi attraversa il giardino e infine, fiancheggiato da un lungo filare di alti pioppi, si prolunga fino al Lambro, distante qualche chilometro.
L'architettura offre un impianto scenografico imponente, capace di far colloquiare l'edificio con il parco secolare e con il verde agricolo circostante. L'asse prospettico all'ingresso, sebbene ora in parte interrotto da una macchia verde di alberi e di arbusti e dal muro di cinta, è rimasto sostanzialmente integro nel corso del tempo. Dopo le trasformazioni compiute dai Giulini, la villa passò ai Casati nella prima metà dell'Ottocento, a seguito del matrimonio di Anna Giulini Della Porta (1818-1883) con Camillo Casati; alla fine di quello stesso secolo, pervenne al ramo dei Casati Stampa di Soncino. Il conte Alessandro Casati, che vi abitò sino alla propria morte, ne ingrandì la biblioteca e vi ospitò a più riprese l'amico Benedetto Croce.
Alla morte del conte Alessandro Casati, l'immobile passò al suo parente più prossimo: il nipote marchese Camillo Casati Stampa di Soncino (1927-1970), il quale risiedette saltuariamente nella villa. Suicidatosi il 30 agosto 1970 dopo avere assassinato la moglie Anna Fallarino e il di lei amante Massimo Minorenti (delitto di via Puccini), la proprietà passò ad Anna Maria Casati Stampa di Soncino, nata a Roma il 22 maggio 1951, figlia del marchese e della sua prima moglie Letizia Izzo. La giovane all'epoca dei fatti delittuosi era diciannovenne, quindi minorenne secondo la legge di allora: venne quindi affidata al tutore Giorgio Bergamasco, mentre pro-tutore fu nominato Cesare Previti.

## Il passaggio alla famiglia Berlusconi
Il 26 giugno 1972 Bergamasco divenne ministro per i rapporti con il Parlamento nel Governo Andreotti II; nel frattempo, la Casati Stampa si era già emancipata dalla potestà giuridica tutoriale con il raggiungimento della maggiore età al compimento del ventunesimo anno, avvenuto il 22 maggio 1972. Anna Maria Casati Stampa, frattanto sposatasi con il conte Pierdonato Donà dalle Rose, si trasferì poi con il marito in Brasile e come suo legale in Italia scelse il suo ex pro-tutore Cesare Previti. Poiché pressata da esigenze economiche e avendo ricevuto in eredità non solo i beni di famiglia, ma anche i grandi sospesi del padre con il fisco, nel 1973 la marchesa decise di porre in vendita la villa e di avvalersi del suo avvocato come mediatore.
L'acquirente venne trovato nell'allora imprenditore edile Silvio Berlusconi. La villa, completa di pinacoteca, biblioteca di diecimila volumi - per curare i quali venne assunto come bibliotecario Marcello Dell'Utri - arredi e parco con scuderia in cui fu assunto come stalliere il mafioso Vittorio Mangano - era all'epoca valutata per il solo bene immobile (3500 m²) oltre 1 miliardo e 700 milioni dell'epoca, stando alle stime legate all'eredità. Fu però ceduta in cambio della cifra, molto inferiore alla valutazione, di 500 milioni di lire in titoli azionari (di società all'epoca non quotate in borsa), con arredi, quadri e pinacoteca compresa, pagamento che fu inoltre dilazionato nel tempo. L'ereditiera non riuscì a monetizzare questi titoli azionari, se non con un accordo con gli stessi Previti e Berlusconi, che li riacquistarono per 250 milioni. All'inizio degli anni ottanta, la proprietà fu valutata garanzia sufficiente a erogare un prestito di 7,3 miliardi di lire.. Berlusconi si insediò ad Arcore alla fine del 1974.

### Le modifiche apportate da Silvio Berlusconi
Silvio Berlusconi, divenuto proprietario della dimora, ha fatto eseguire un restauro di tipo conservativo della porzione più antica dell'edificio e un ripristino di alcune parti, alterate da precedenti interventi o che apparivano ormai fatiscenti. Grazie a questi lavori sono anche stati liberati, sistemati e resi disponibili splendidi locali sotterranei. 
Il proprietario ha collocato nel parco della tenuta un mausoleo personale in marmo e travertino (opera di Pietro Cascella, intitolata Volta celeste), costituito in superficie da un monumento da 100 tonnellate, sotto il quale è ricavata una camera sepolcrale ipogea con un grande sarcofago in marmo rosa e alcuni loculi. Sebbene Berlusconi avesse più volte dichiarato di voler dare sepoltura nel mausoleo a sé stesso, ai suoi genitori e ad alcuni amici stretti, il manufatto è sprovvisto delle autorizzazioni necessarie per accogliere salme ed è dunque inutilizzato. L'ex Presidente del Consiglio avrebbe pertanto destinato a spazio sepolcrale per sé, il padre e la madre l'antica cappella interna alla dimora.
All'interno della villa sono rimasti quadri e medaglioni raffiguranti personaggi della famiglia Giulini (tra i quali lo storiografo Giorgio Giulini) e della famiglia Casati.